# Paço dos Duques de Bragança (Guimarães)
O Paço dos Duques de Bragança (tipicamente designado de apenas Paço dos Duques) é um palácio nacional localizado na freguesia de Oliveira, São Paio e São Sebastião, na cidade de Guimarães.
O Paço dos Duques de Bragança foi mandado construir no século XV por D. Afonso, (filho ilegítimo do rei D. João I e de D. Inês Pires Esteves), 1.º Duque da Casa de Bragança e 8.º Conde de Barcelos, por altura do seu segundo casamento com D. Constança de Noronha (filha de D. Afonso, Conde de Gijón e Noronha e D. Isabel, Senhora de Viseu). Essencialmente habitado durante o século XV, assistiu-se nas centúrias seguintes a um progressivo abandono e a uma consequente ruína, motivada por diversos fatores, que se foi agravando até ao século XX. Entre 1937 e 1959 realizou-se uma ampla e complexa intervenção de reconstrução executada a partir de um projeto da responsabilidade do arquiteto Rogério de Azevedo.
O Paço dos Duques é atualmente um serviço dependente da Direção Regional de Cultura do Norte e integra o Museu (1.º piso), uma ala destinada à Presidência da República (fachada principal, 2.º piso) e uma vasta área vocacionada para diversas iniciativas culturais (no rés do chão).
O Paço dos Duques de Bragança está classificado como Monumento Nacional desde 1910.
Em 2022, registou 366.514 entradas, sendo um dos monumentos mais visitados na zona norte do país.

## História

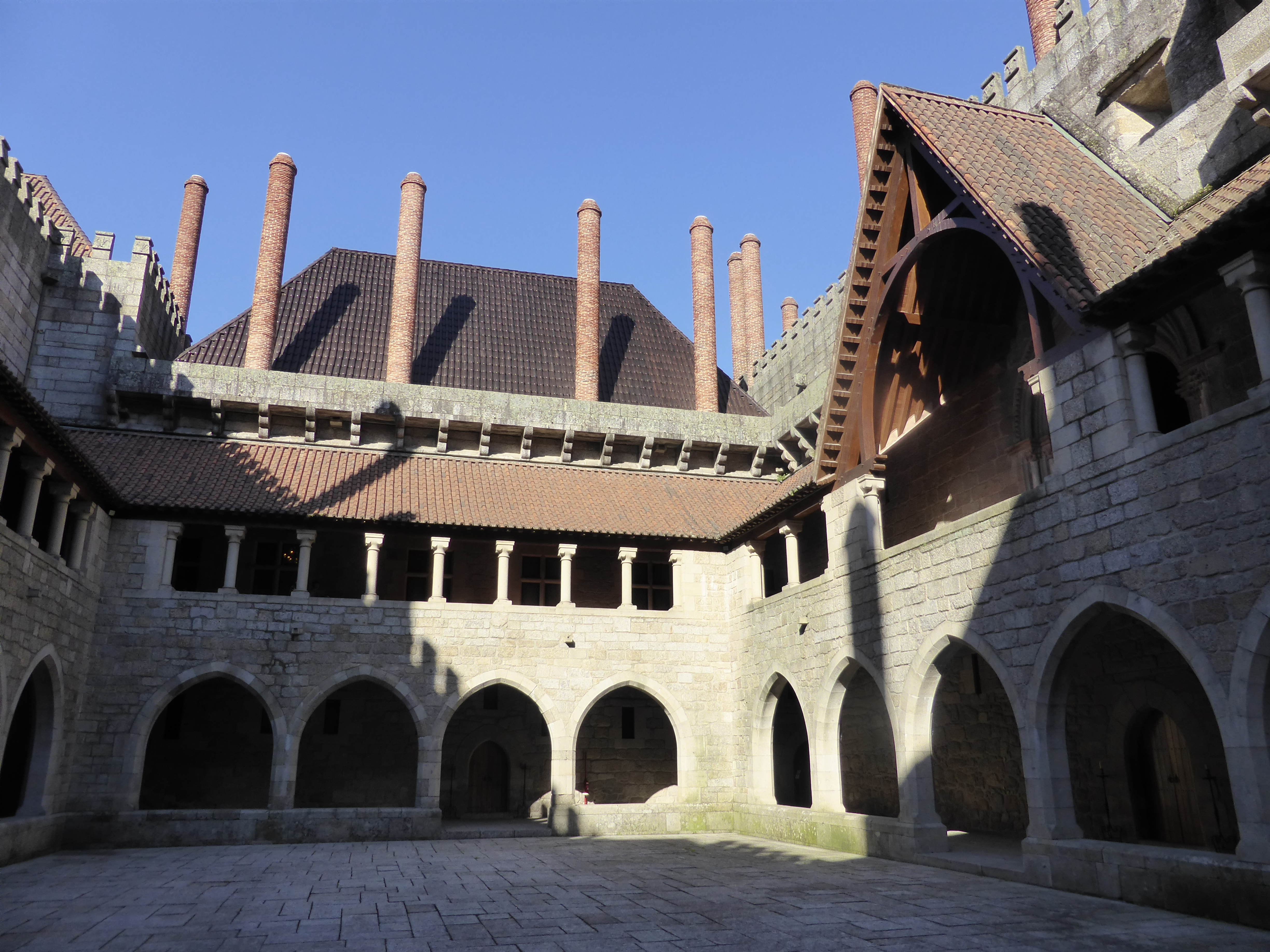
Pátio central

Foi erguido no século XV por iniciativa de Afonso I de Bragança. O estilo borgonhês deste palácio reflete os seus gostos, adquiridos nas viagens pela Europa, ainda que o seu aspecto actual tenha sido recriado, de forma polémica, durante o Estado Novo.
Durante parte da centúria de Quinhentos o Paço ainda terá sido utilizado como residência dos Duques de Bragança, tendo depois, paulatinamente, entrado numa fase de abandono e consequente ruína. 
Em 1807, durante as invasões francesas, foi adaptado a quartel militar, função que se manteve até 1935. 
A 25 de junho de 1959, foi transformado em residência oficial do Presidente da República no norte de Portugal, e a 26 de agosto do mesmo ano foi aberto ao público como museu.

## Coleções
No museu destacam-se, tapeçarias (flamengas e francesas), tapetas orientais, mobiliário, porcelana chinesa, pinturas, tais como o Cordeiro Pascal, atribuído a Josefa de Óbidos ou o retrato de D. Catarina de Bragança.

## Galeria

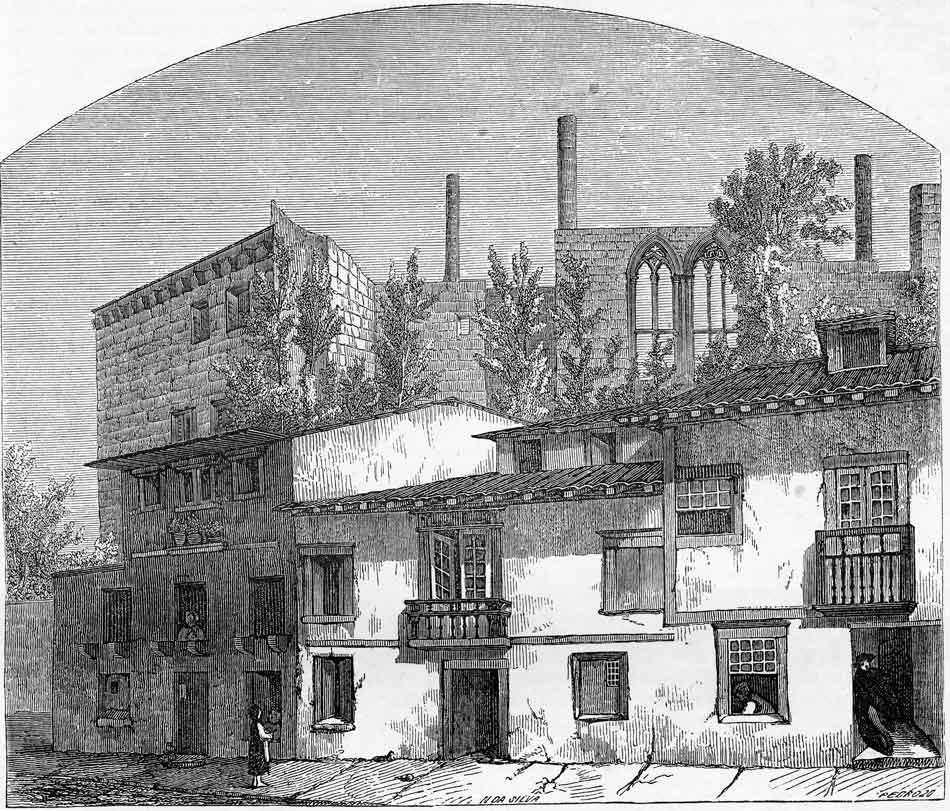
O palácio em ruínas numa gravura de 1861
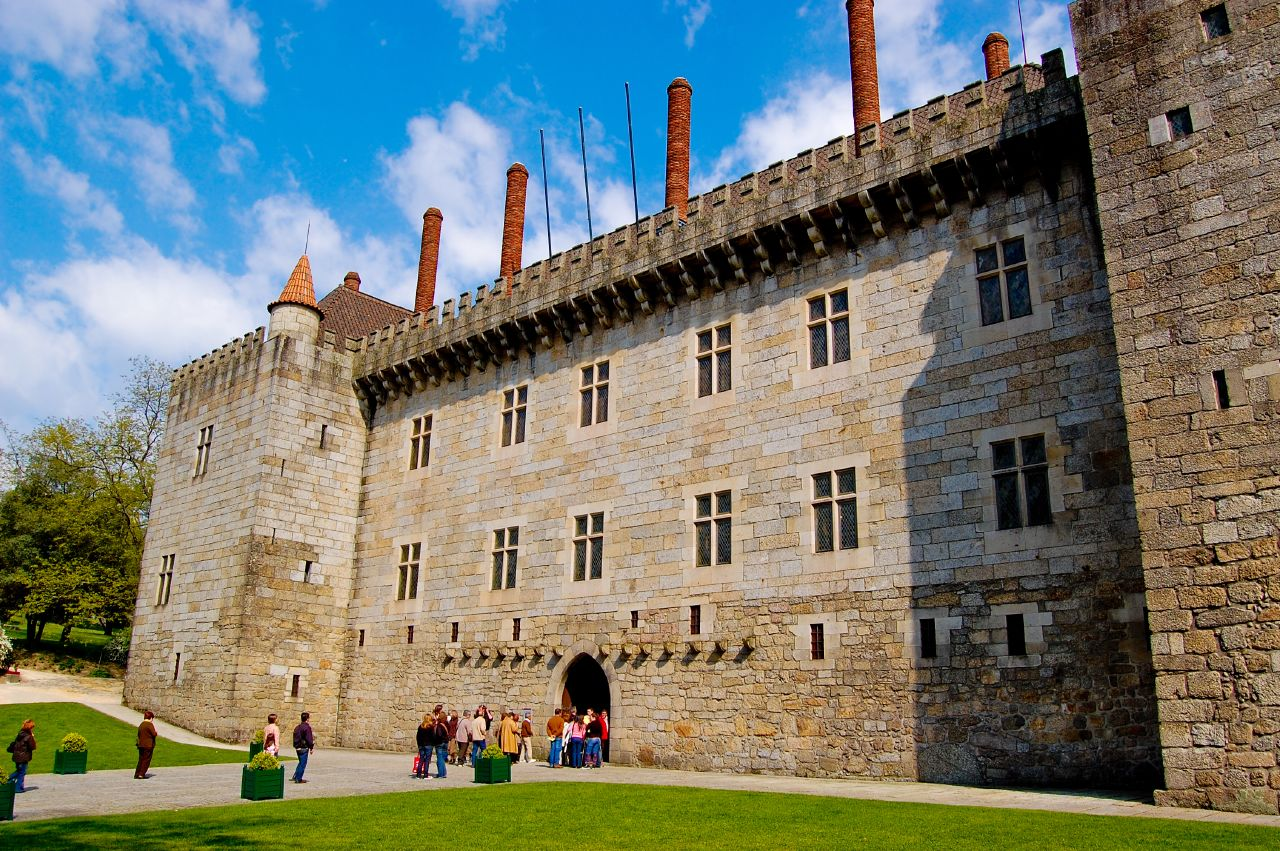
Fachada principal
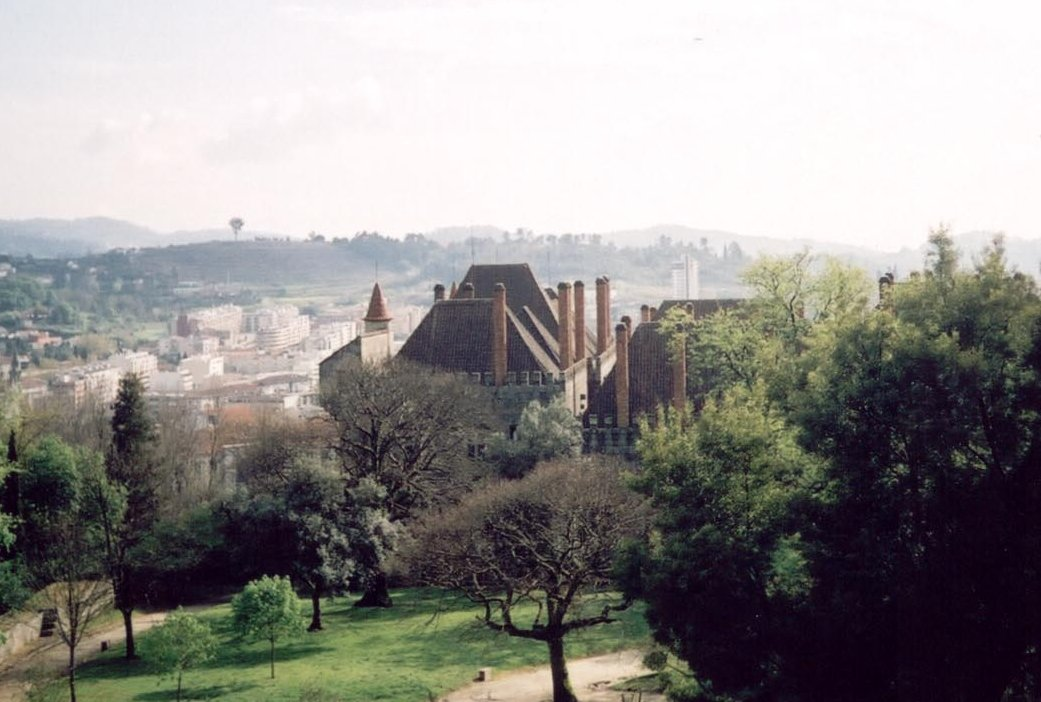
Paço visto do Castelo de Guimarães
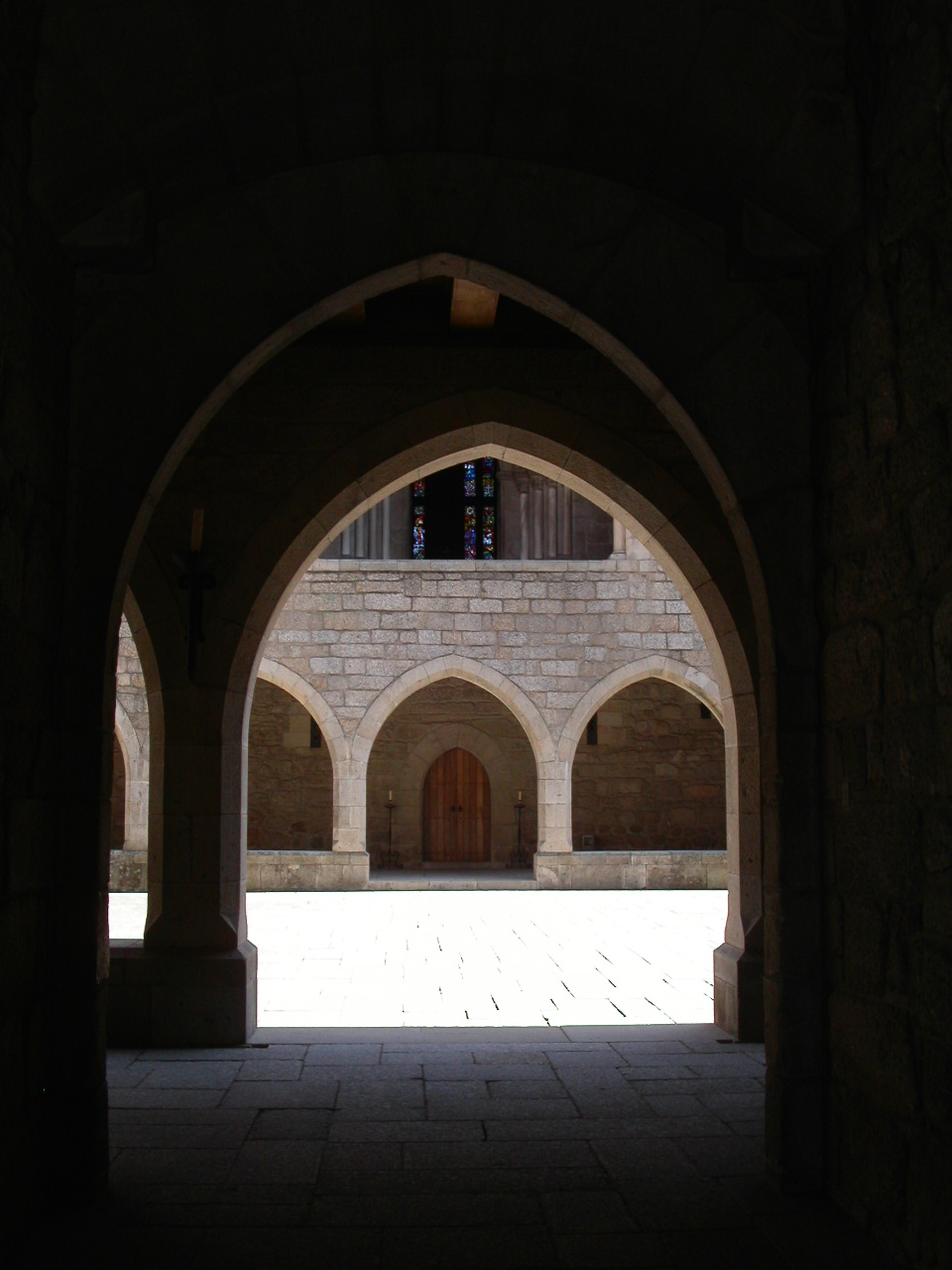
Arcadas
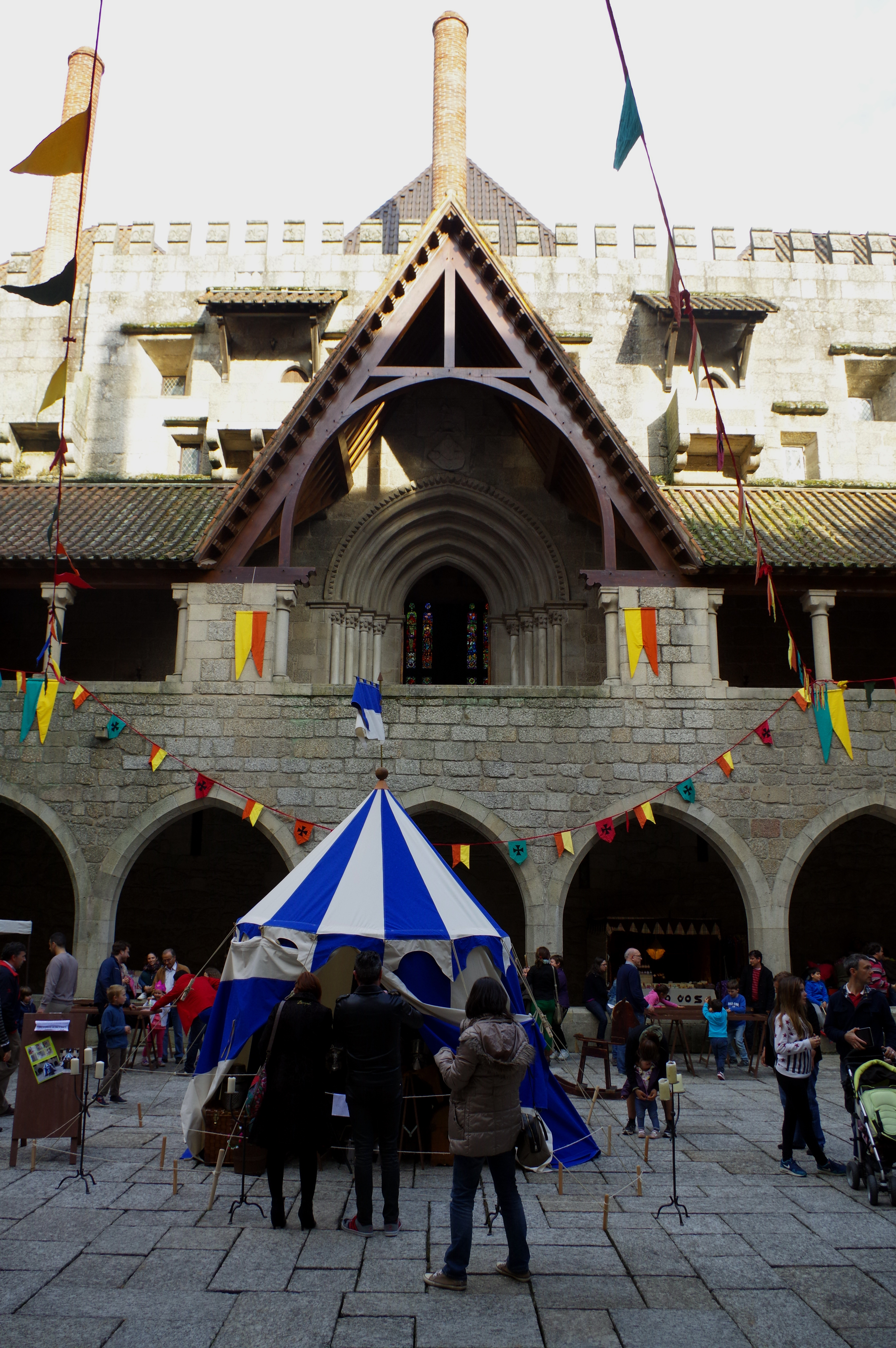
Pátio central decorado para evento
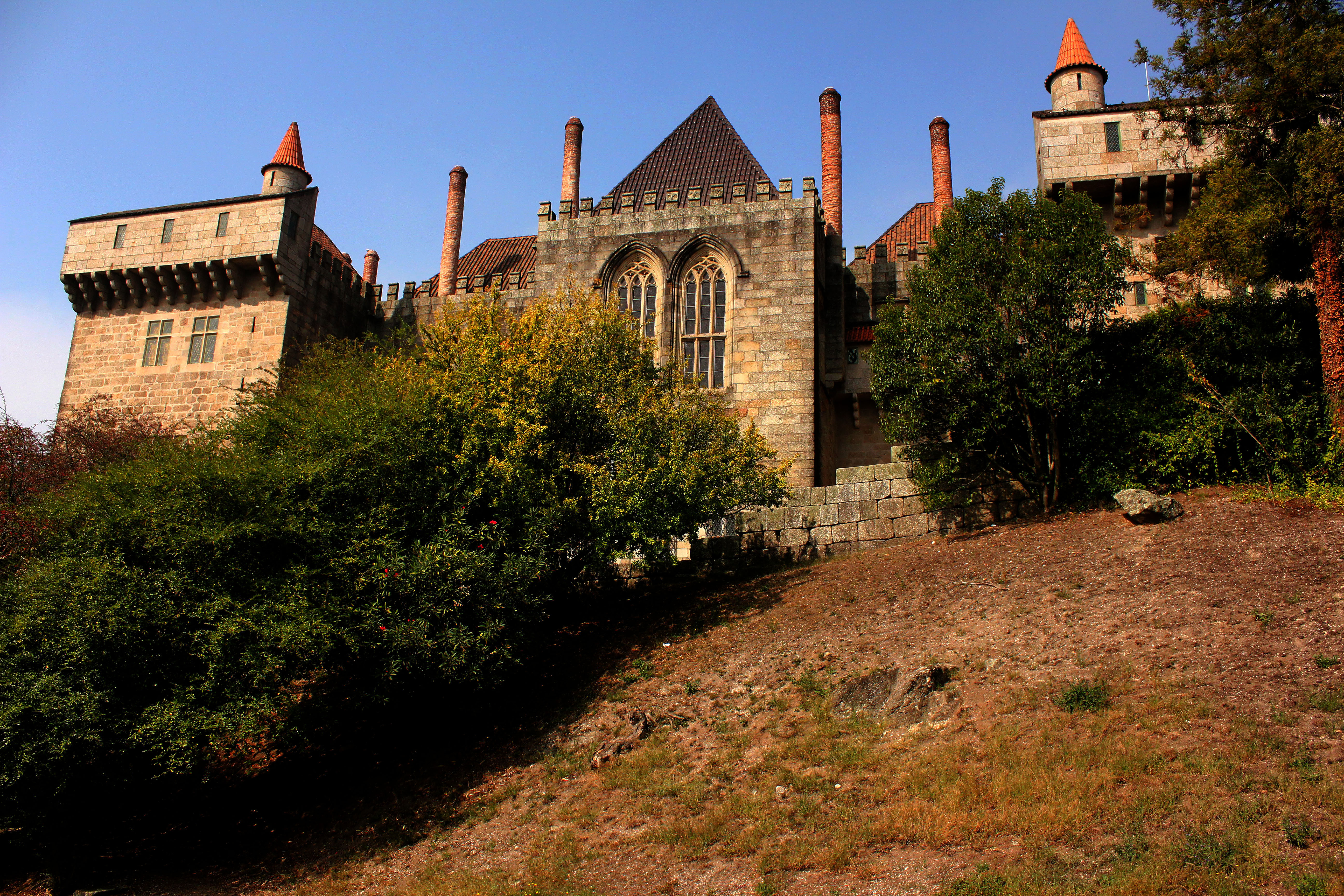
Fachada este

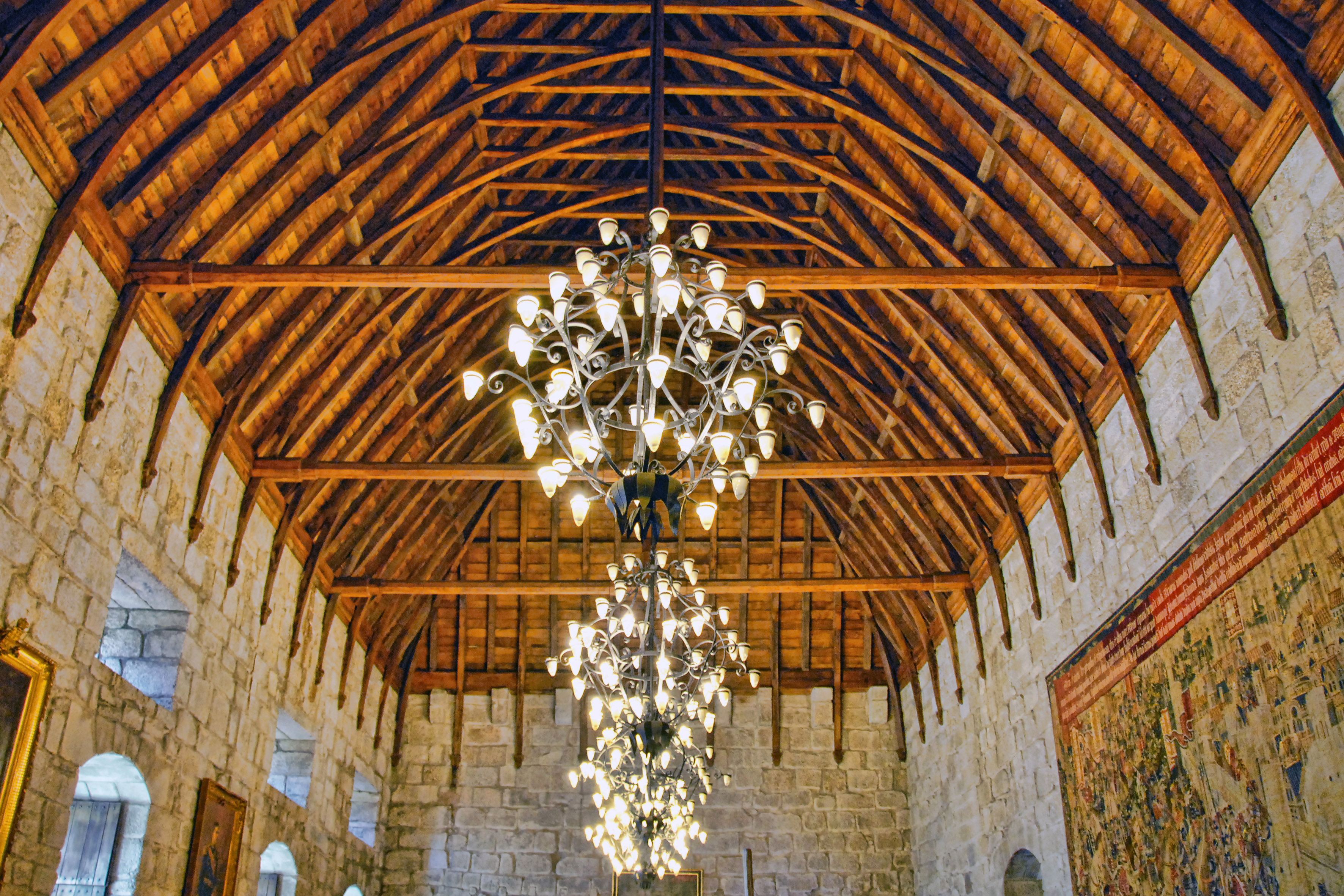
Teto do Salão Nobre
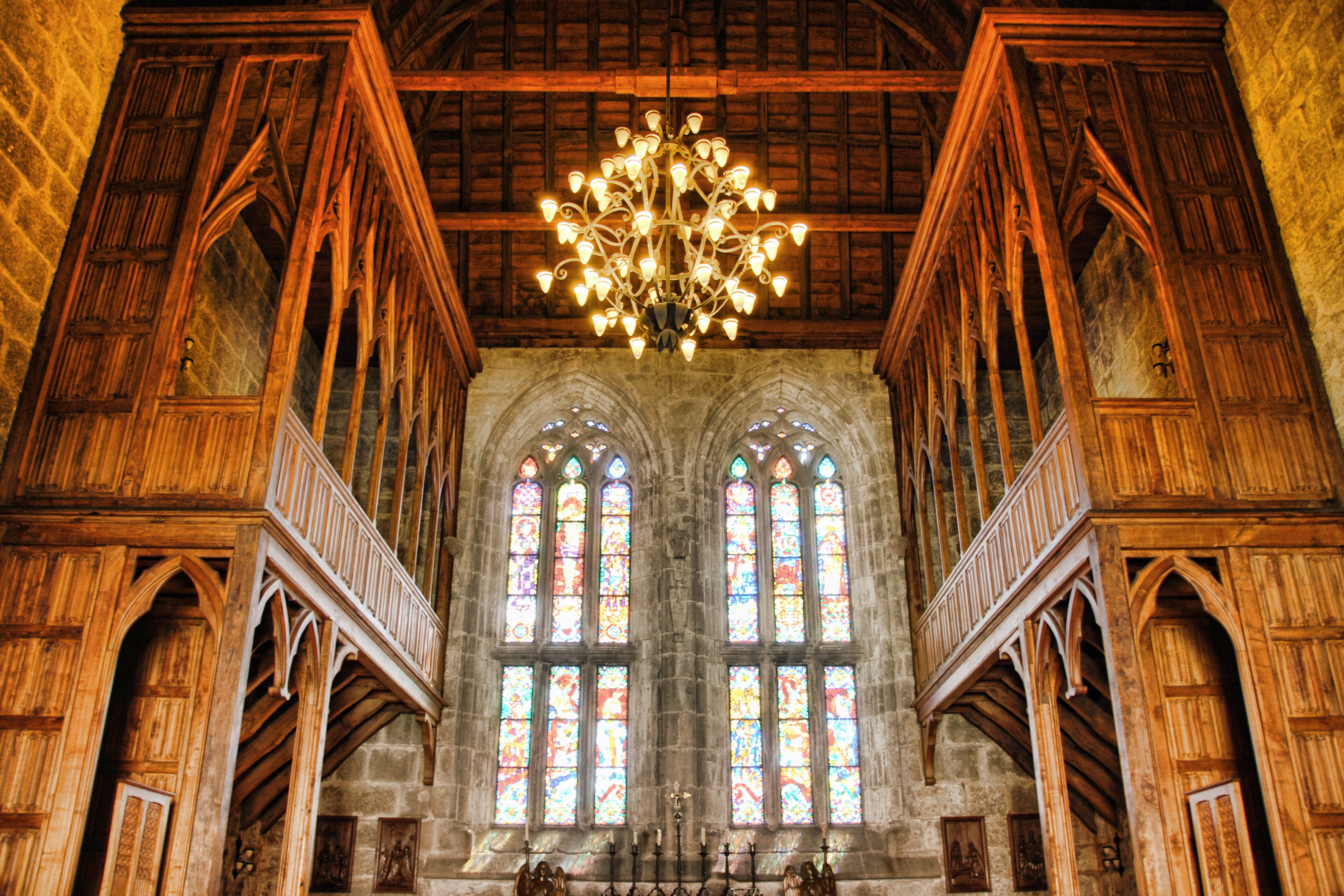
Capela
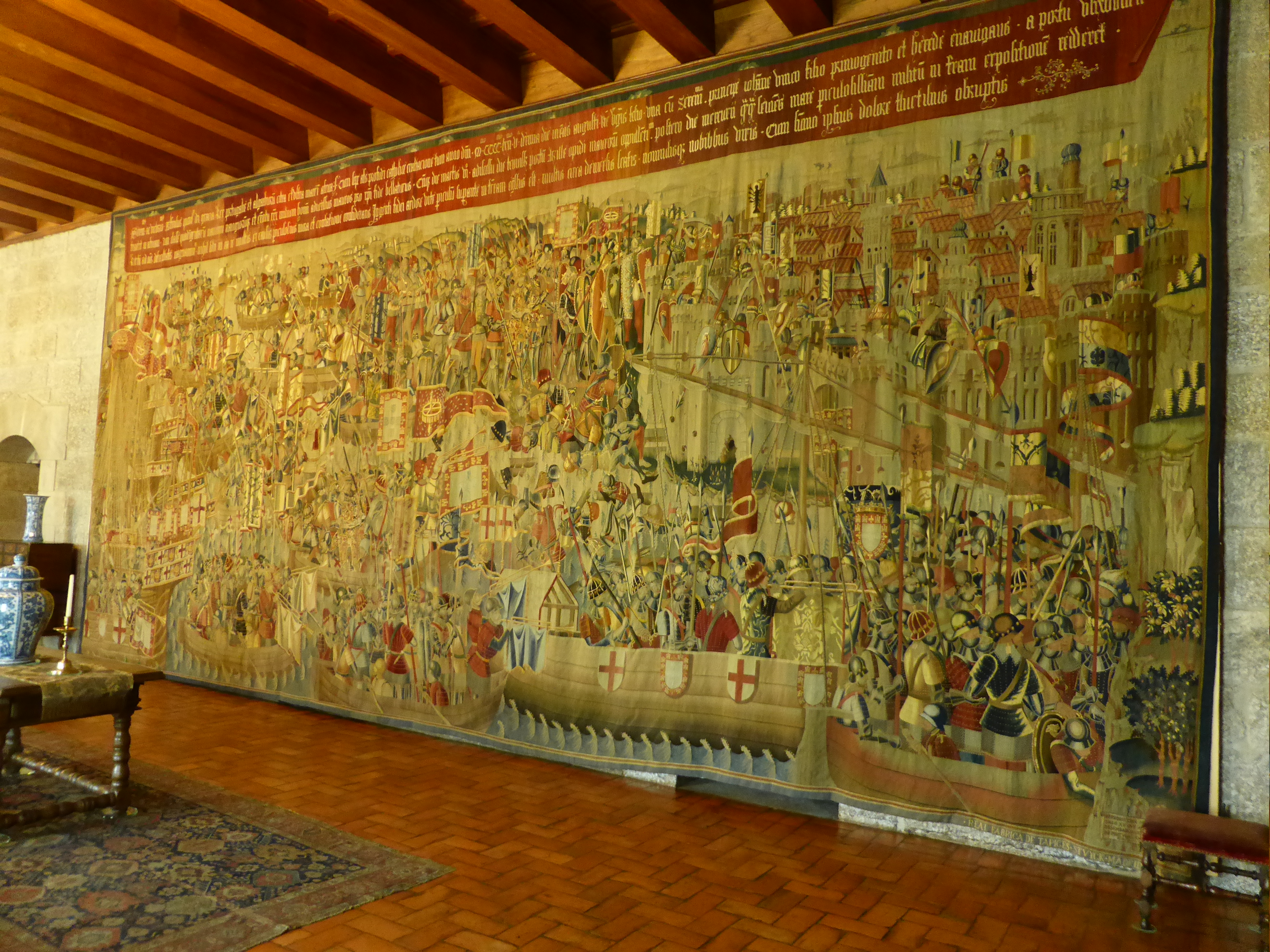
Réplica de uma das Tapeçarias de Pastrana
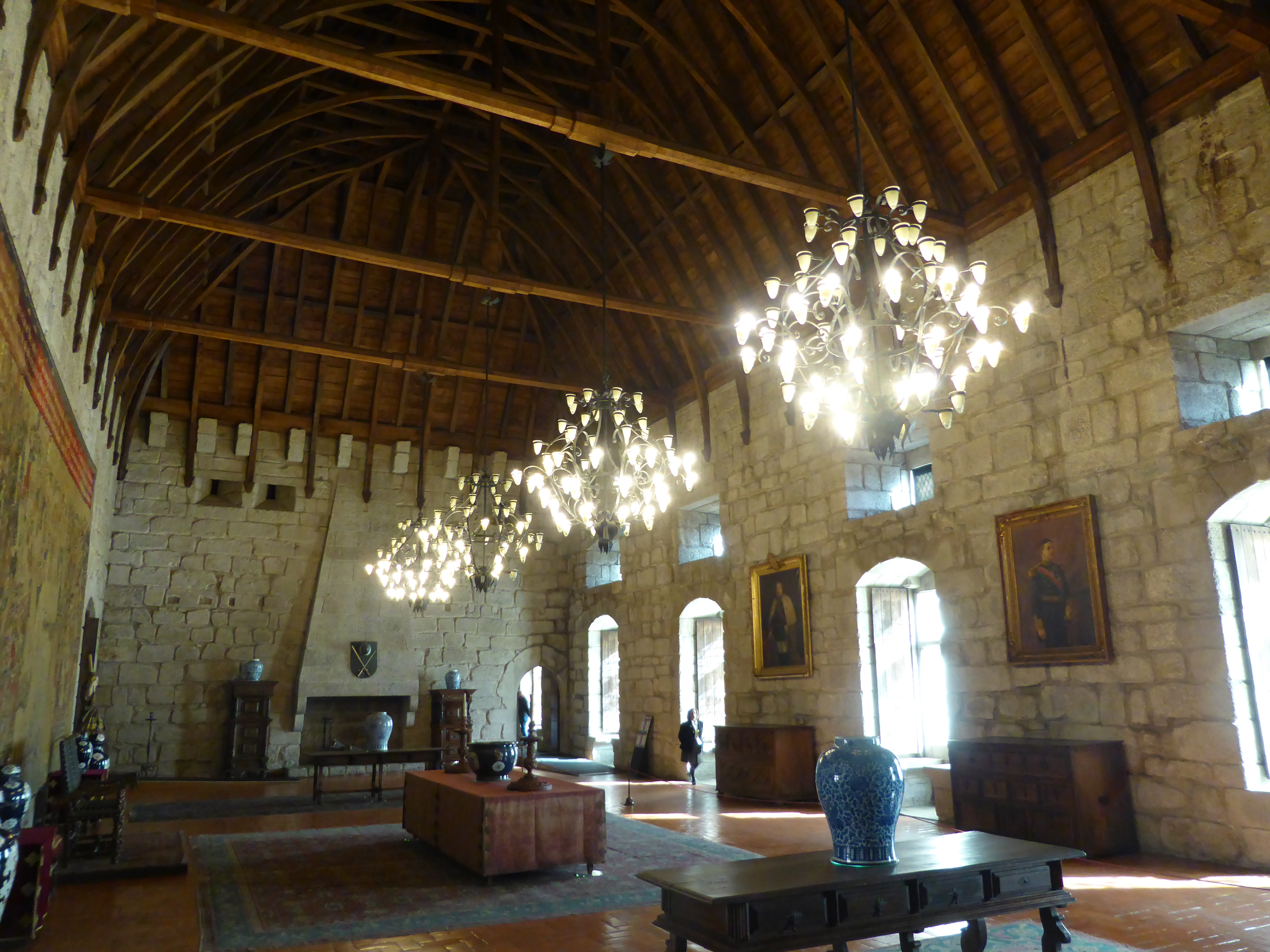
Salão Nobre
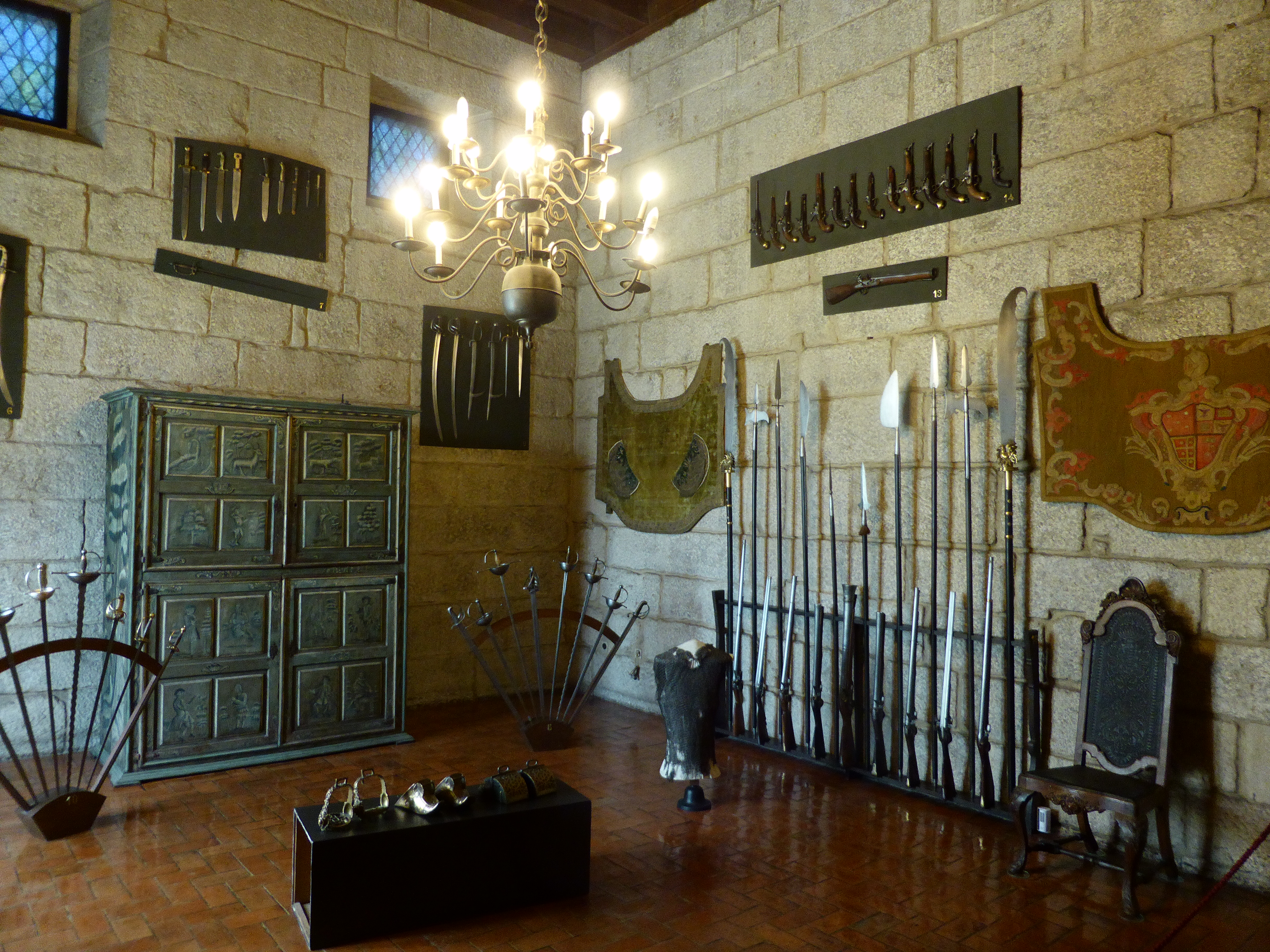
Sala de Armas
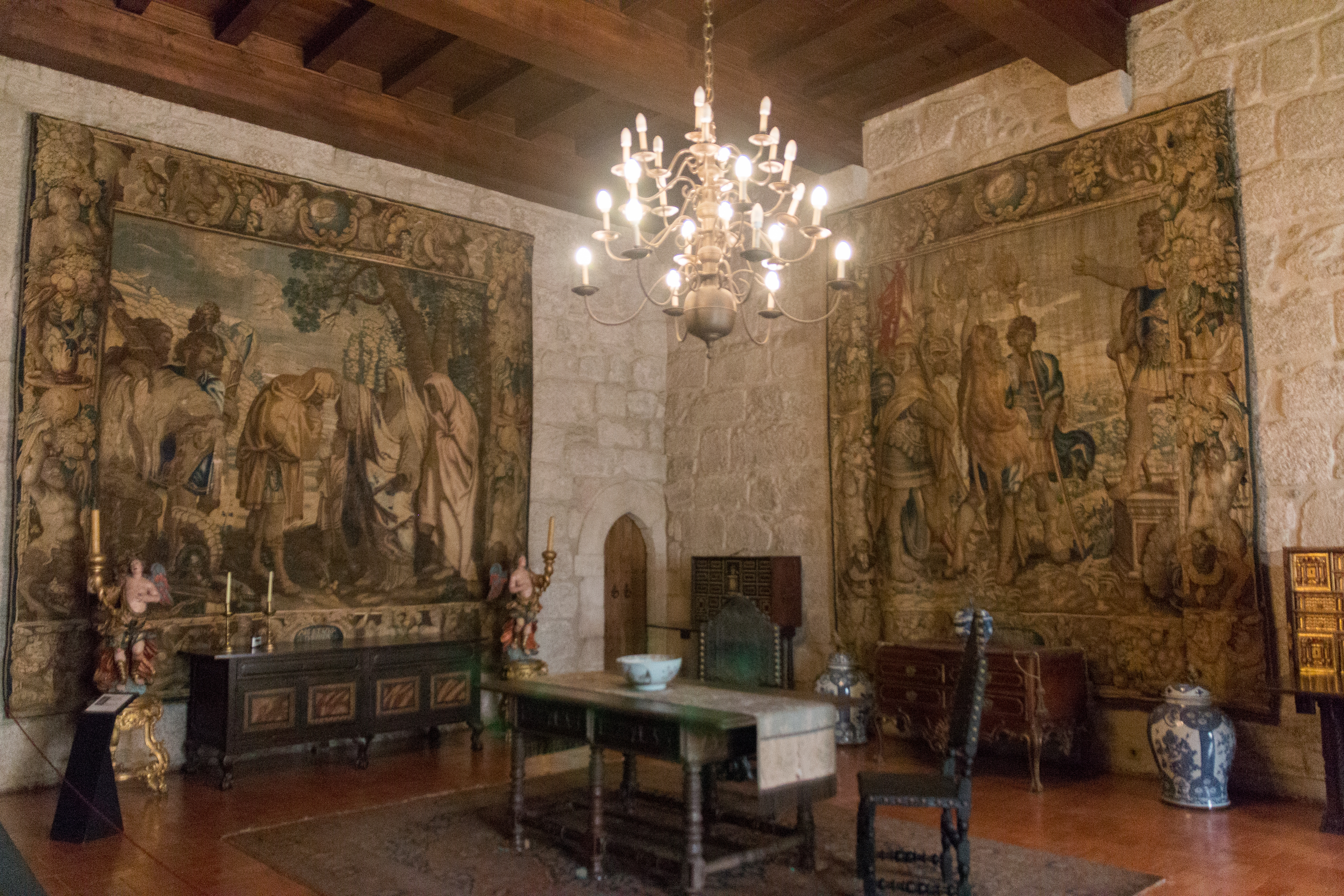
Salão de São Miguel